# 瓊塔帕塔山
14°45′16″S 72°36′39″W / 14.75444°S 72.61083°W
瓊塔帕塔山（Chunta Pata），是秘魯的山峰，位於該國南部阿雷基帕大區，由拉烏尼翁省的瓦伊納科塔斯區負責管轄，屬於萬索山脈的一部分，海拔高度5,000米。 peru